# Owensville (Missouri)
Owensville é uma cidade localizada no estado americano de Missouri, no Condado de Gasconade.

## Demografia
Segundo o censo americano de 2000, a sua população era de 2500 habitantes.
Em 2006, foi estimada uma população de 2518, um aumento de 18 (0.7%).

## Geografia
De acordo com o United States Census Bureau tem uma área de
5,2 km², dos quais 5,2 km² cobertos por terra e 0,0 km² cobertos por água.

## Localidades na vizinhança
O diagrama seguinte representa as localidades num raio de 28 km ao redor de Owensville.